# 돈의문
돈의문(敦義門)은 조선의 수도인 한양의 4대문(大門) 중의 하나로 서쪽의 대문이다. 또한 돈의문에는 서대문(西大門)이라는 명칭이 있으나, 이는 근대에 와서야 불린 이름이다. ‘새문’, ‘신문’(新門)이라고도 불렀으며, 인근의 새문안로(신문로)나 '새문안교회' 등의 이름은 여기서 따온 말이다.
또한 돈의문은 한양도성의 축조와 함께 1396년에 건립되었다. 이름은 유교의 덕목인 인의예지신 중 의(義)를 넣어 만든 것이다.지금은 철거됐다

## 역사
1396년(태조 5년) 9월 다른 성문과 함께 완공되었는데, 축성 당시에는 돈의문이 사직동 고개에 있던 것으로 추정된다. 1413년(태종 13년)에는 돈의문의 자리가 경복궁의 좌우 팔과 같으며 그 지맥을 손상시키지 않기 위해서 통행을 금지시켜야한다는 풍수학자 최양선의 건의로 돈의문을 닫고 서전문(西箭門)을 설치하였다. 처음에는 이숙번의 집 앞에 있는 옛 길을 따라 세우고자 하였는데, 이숙번의 건의로 상왕인 정종의 인덕궁 앞 소동(小洞)에 세워졌다.
1422년(세종 4년) 2월에는 서전문을 막고 다시 돈의문을 열었다. 이 때 예전에 지었던 돈의문과 서전문을 모두 철거하고 오늘날 신문로에 있는 언덕 위에 새로이 건설하였다. 1711년(숙종 37년)에 문과 누각이 낡아 새로 지었다.

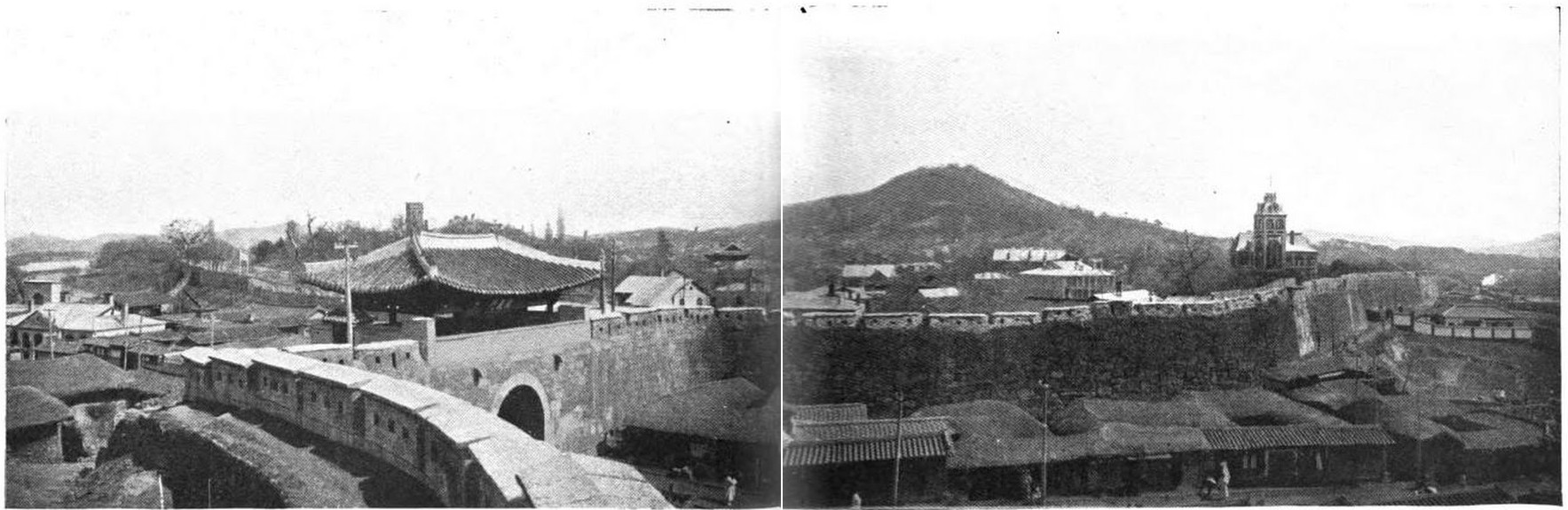
1904년 이전의 모습

1915년 3월에는 조선총독부에 의해 돈의문이 철거되고 도로를 개설하였다. 경성전차궤도를 복선화하기 위해 흥인지문처럼 문을 우회하는 대신 철거하기로 결정한 것이다. 경매 끝에 205원 50전에 염덕기(廉德基)가 목재를 낙찰받았으며 그 외의 귀중한 부속물은 총독부에서 관리하게 되었다. 6월에 강제 철거가 완료되었다.

## 복원
2009년에는 서울특별시에서 인근의 서대문 고가차도를 철거하고 2013년까지 돈의문을 원형 그대로 복원하는 계획을 발표하였으나, 예산 및 원형 복원 등의 문제가 겹쳐 2022년까지 중장기 과제로 미뤄졌다. 교통, 보상 등 현실적인 복원이 요원한 상황에서 2018년 12월 6일 국립고궁박물관에서 우미건설, 문화재청, 서울시, 제일기획이 돈의문의 증강현실 복원을 위해 MOU를 체결했다. 2019년 8월에 증강현실 복원이 완료되었다.2035년까지 복원하겠다고 했다.

## 건축적 특징
대략적인 모습은 돌축대 한 가운데에 무지개문을 큼지막하게 내고 축대 위에는 단층 우진각지붕집의 초루(譙樓)를 세우고 둘레에 낮은 담을 설치하였다. 둘레의 담장은 곧 한양도성과 연결되었다.

## 사진

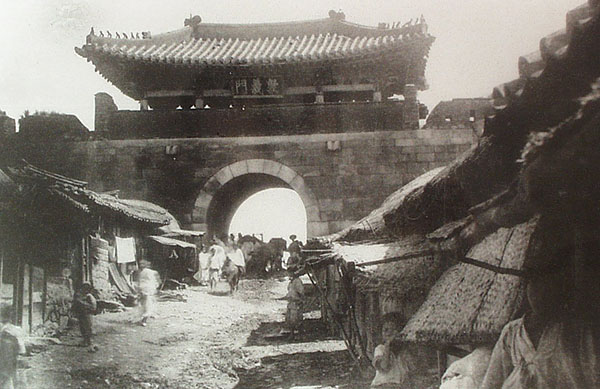
1880년대의 정면 모습
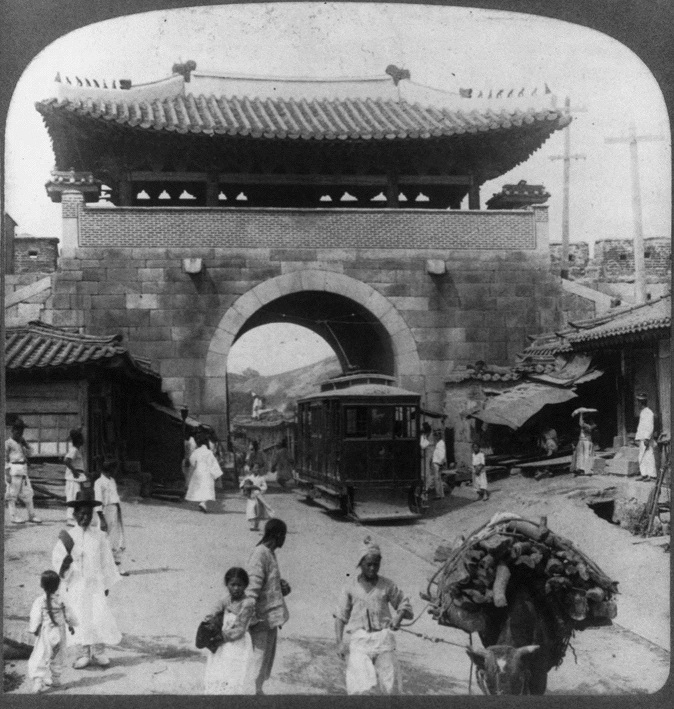
돈의문 (1904년)
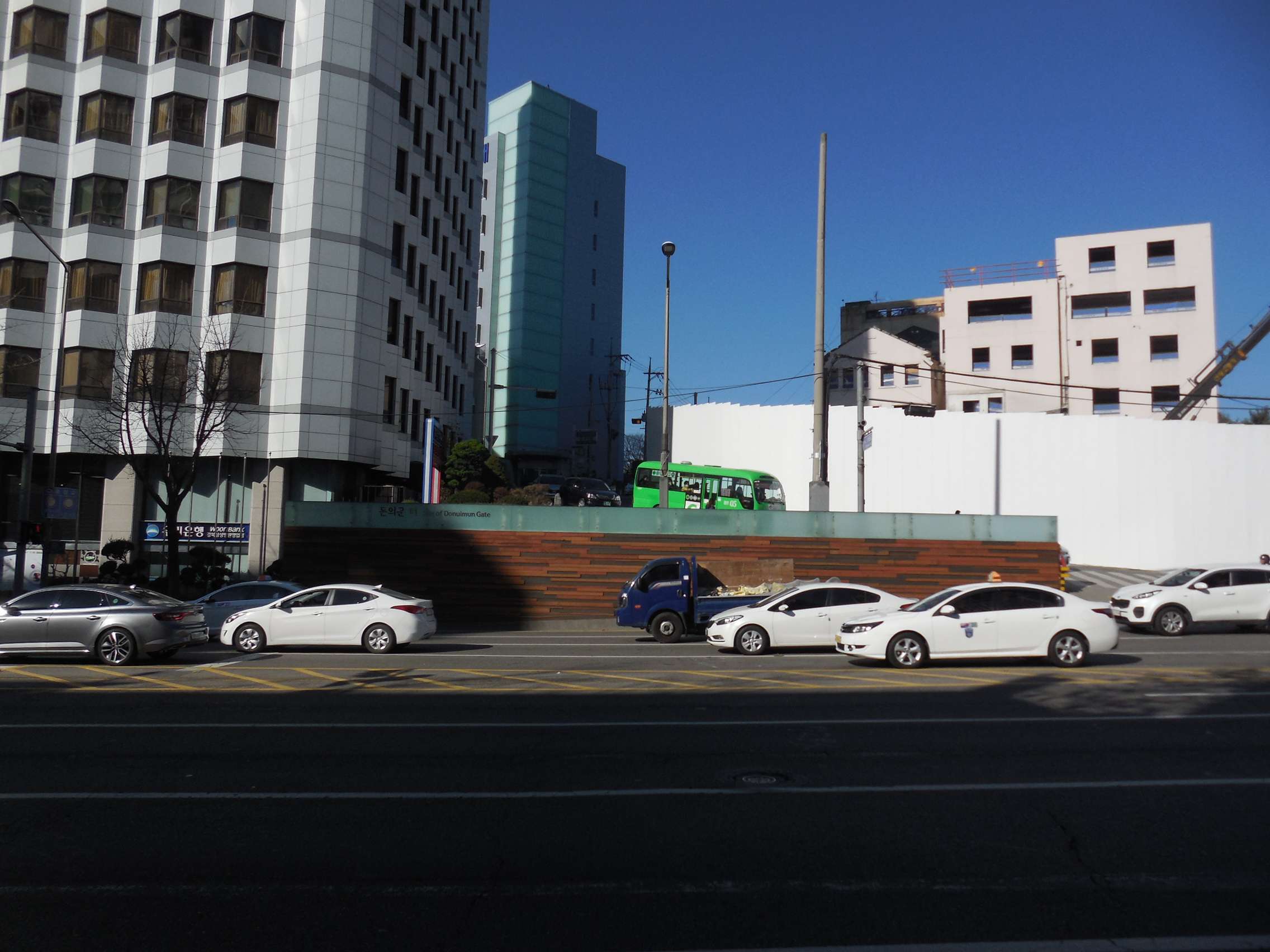
돈의문 터 앞쪽
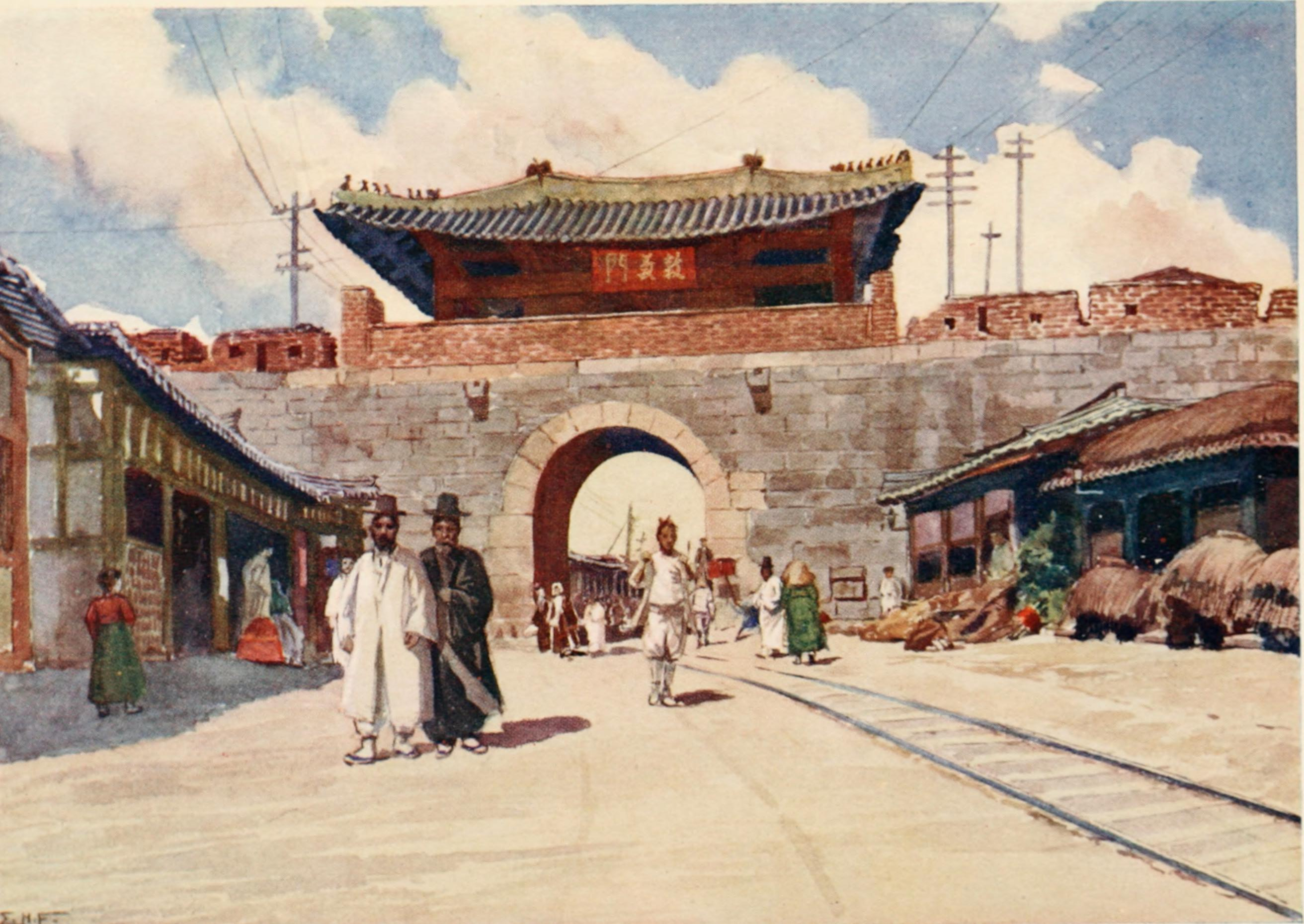
돈의문 삽화

## 같이 보기
- 사대문